# Aconitum ambiguum
Aconitum ambiguum Rchb. (укр. тоя сумнівна) — квіткова рослина з роду аконіт (Aconitum) родини жовтцевих (Ranunculaceae).

## Ботанічна характеристика
Бульби веретеновподібні, 10-25 мм завдовжки, 3-4 мм у товщину. Стебло 40-85 (100) см заввишки і 3-4 мм у товщину, кругле, блискуче, голе, пряме, у верхній частині іноді злегка кучеряве. Листки голі, зелені, 3-7 см завдовжки, 5-10 см завширшки, голі, до основи 5-7-роздільні, середній сегмент розділений глибше середини на лінійно-ланцетні часточки. Суцвіття — рихла, (1 -) 3-5-квіткова китиця, 10-25 см завдовжки, у нижній частині облиствена. Квітконіжки дуговидно вигнуті вгору, довші за квітки. Квітки фіолетові. Шолом напівкулясто-конічний, 15-20 мм завдовжки, 12-16 мм завширшки на рівні носика, 9-12 мм заввишки, голий. Нектарники з дугоподібним нігтиком, невеликим голівчатим або слабо загнутим шпорцем і цільною губою. Тичинки голі, тичинкові нитки в нижній частині розширені, часто з 2 зубцями. Маточок 3-5, зав'язі голі.
Число хромосом: 2n = 32.

## Поширення
- Сибір: Іркутська область, Бурятія, Читинська область, Республіка Саха.
- Російський Далекий Схід, Монголія, Китай (провінція Хейлунцзян).

## Екологія
Росте на сфагнових болотах, в модринових, вологих лісах і по берегах річок і струмків.